# Wereldkampioenschappen moderne vijfkamp 1970
De wereldkampioenschappen moderne vijfkamp 1970 werden gehouden in Warendorf in de Bondsrepubliek Duitsland. Er stonden twee onderdelen op het programma alleen voor mannen. 

## Medailles

### Mannen
| Onderdeel   | Goud | Goud                                 | Zilver | Zilver                                                | Brons | Brons                                   |
| ----------- | ---- | ------------------------------------ | ------ | ----------------------------------------------------- | ----- | --------------------------------------- |
| Individueel | HUN  | Peter Kelemen                        | HUN    | András Balczó                                         | URS   | Boris Onisjtsjenko                      |
| team        | HUN  | Pál Bakó Peter Kelemen András Balczó | URS    | Stasis Sjaparnis Vjatsjeslav Belov Boris Onisjtsjenko | FRG   | Walter Esser Elmar Frings Karsten Reder |

### Medaillespiegel
| Plaats | Land                     | Goud | Zilver | Brons | Totaal |
| 1      | Hongarije                | 2    | 1      | 0     | 3      |
| 2      | Sovjet-Unie              | 0    | 1      | 1     | 2      |
| 3      | Bondsrepubliek Duitsland | 0    | 0      | 1     | 1      |
| Totaal | Totaal                   | 2    | 2      | 2     | 6      |